# Svatý Jiří (okres Ústí nad Orlicí)
Svatý Jiří (německy Sankt Georg) je obec v okrese okrese Ústí nad Orlicí v Pardubickém kraji. Leží zhruba devět kilometrů západně od Ústí nad Orlicí.  Obcí prochází silnice druhé třídy č. 315. Jižně od Svatého Jiří leží část obce Sítiny a severozápadně část obce Loučky. Celkem v nich žije 292 obyvatel.

## Historie
První písemná zmínka o vesnici pochází z roku 1199.

## Části obce
- Svatý Jiří
- Loučky
- Sítiny

## Pamětihodnosti
- Kostel svatého Jiří
- Krucifix
- Socha svatého Jana Nepomuckého
- Sýpka u čp. 24

## Galerie

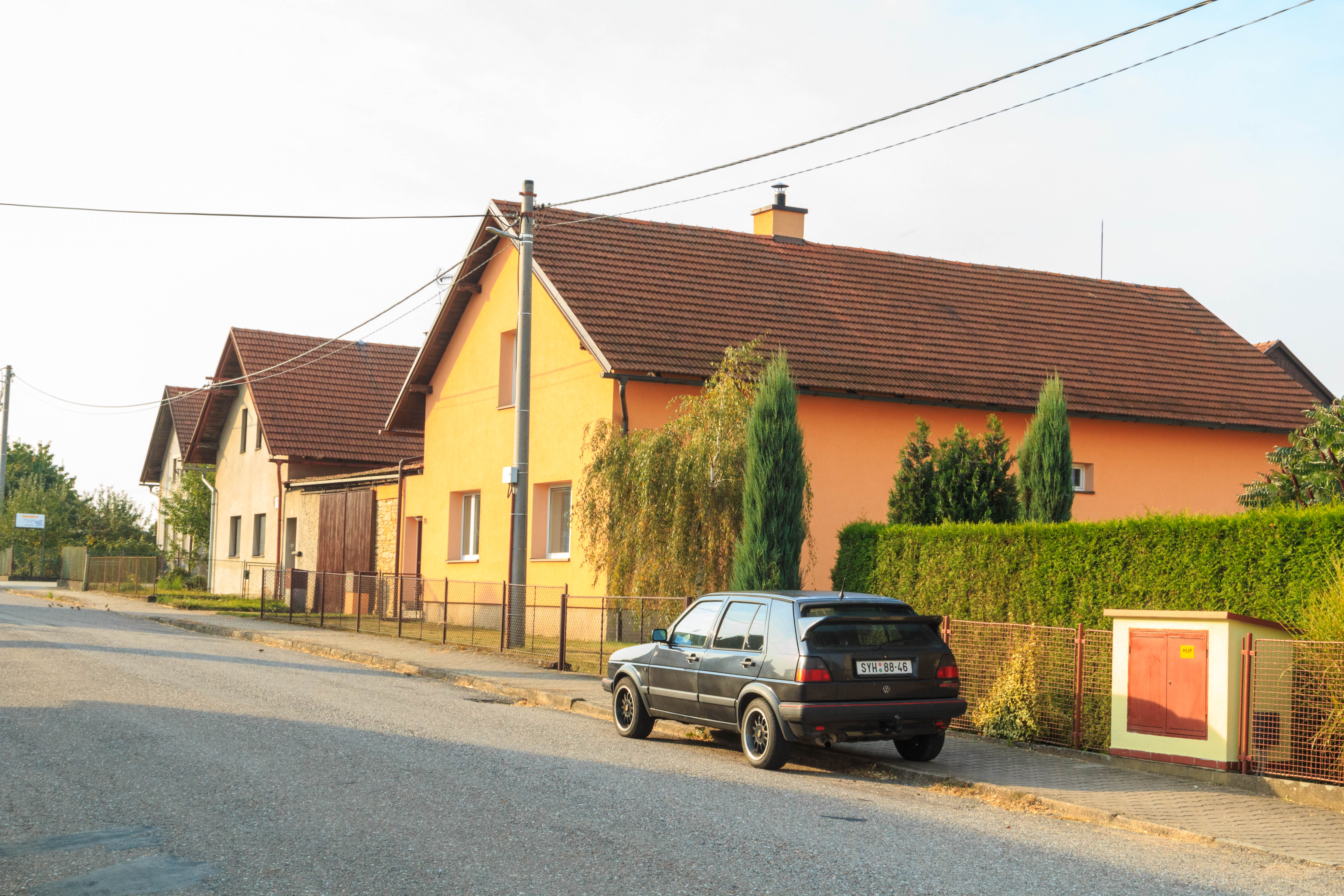
Čp. 70
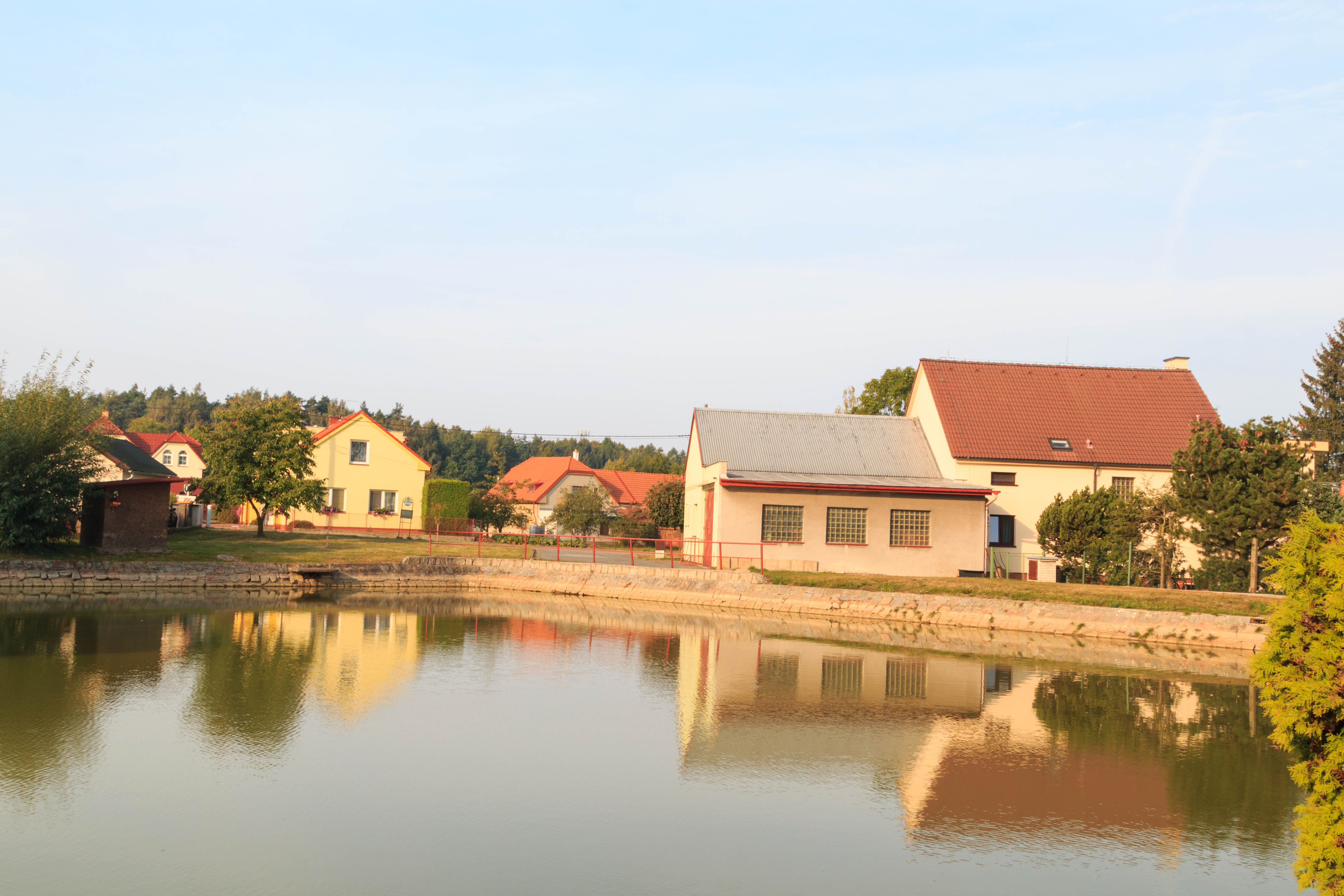
Čp. 25
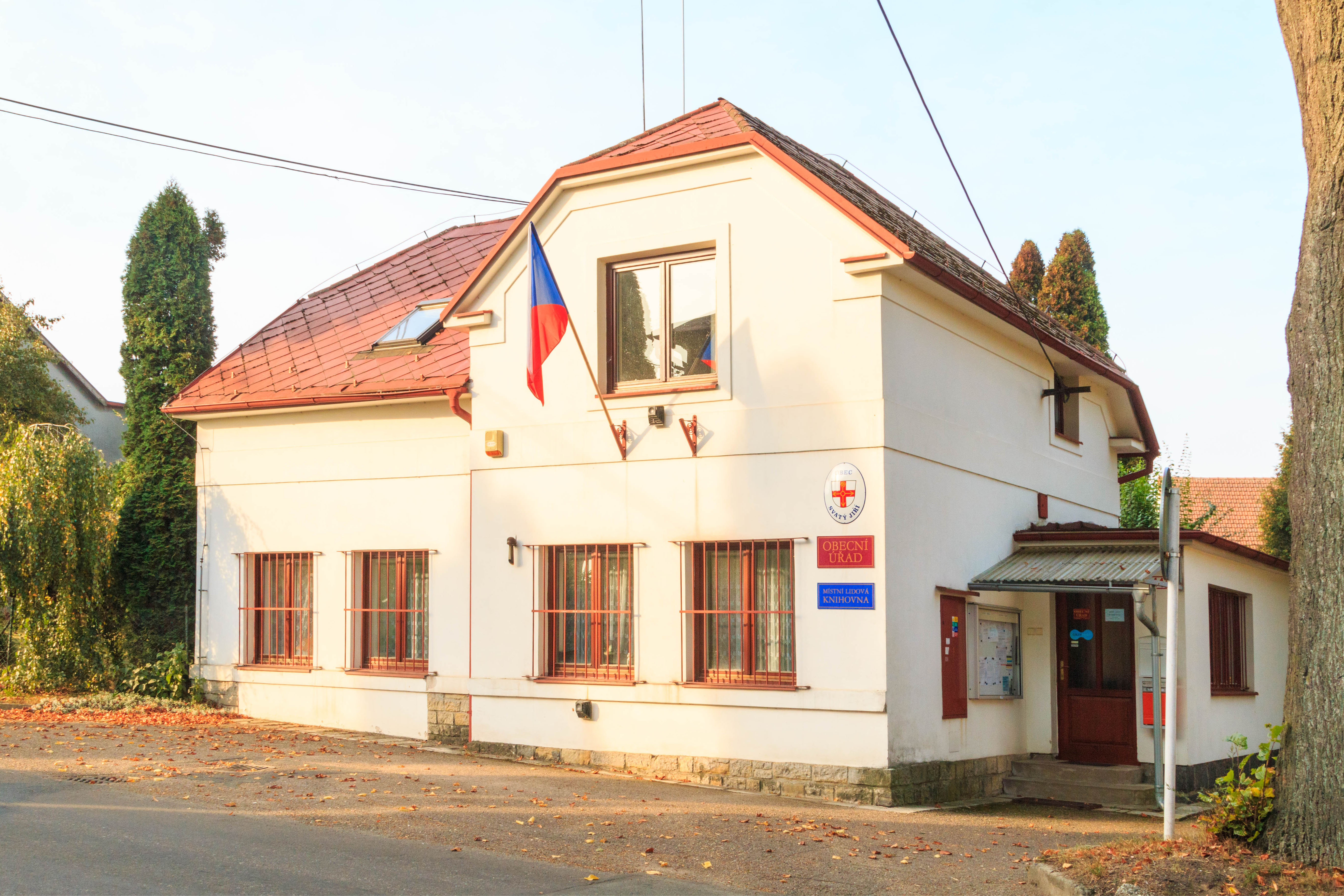
Obecní úřad
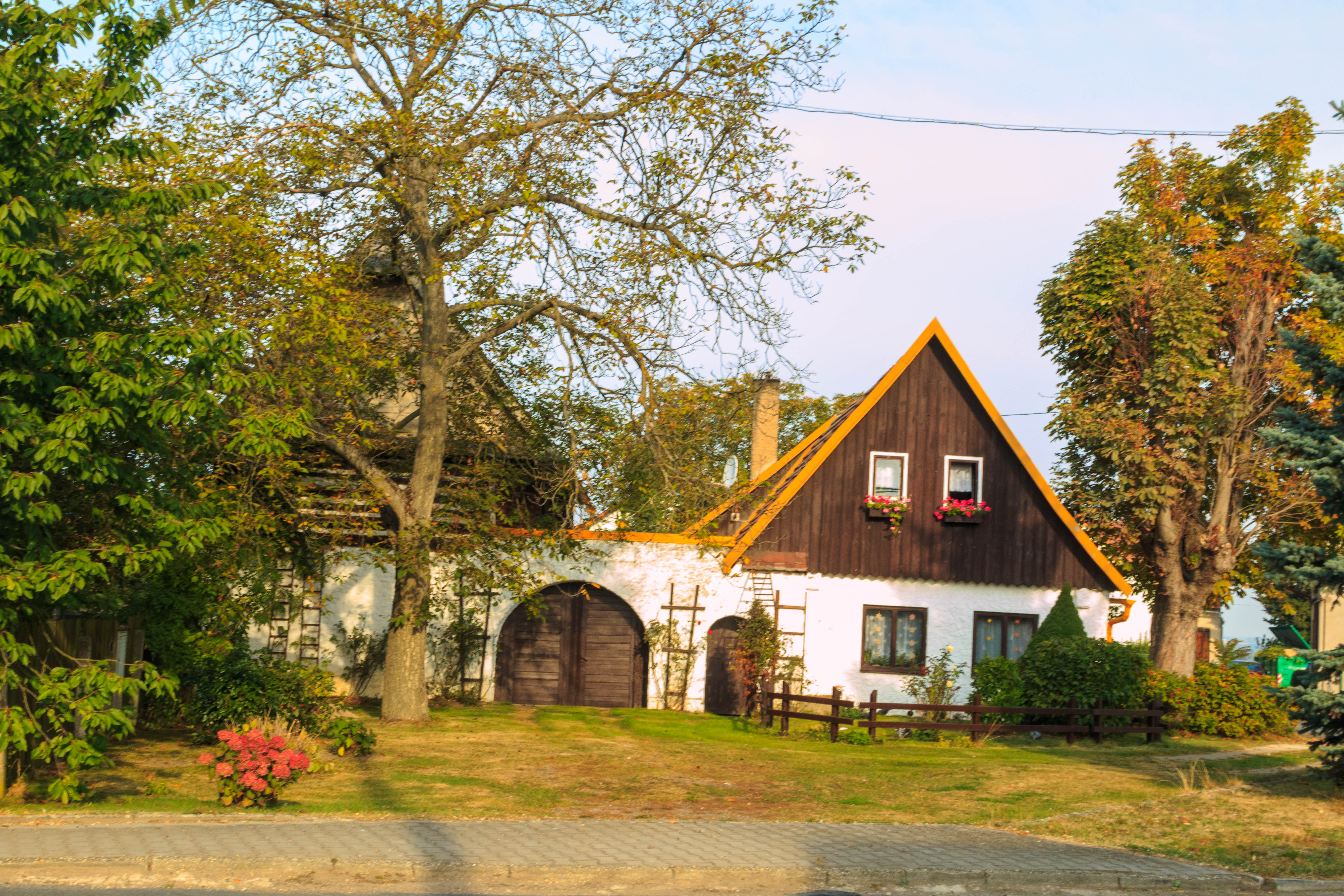
Sýpka u čp. 24